# Ludwigia palustris
Ludwigia palustris là một loài thực vật có hoa trong họ Anh thảo chiều. Loài này được (L.) Elliott mô tả khoa học đầu tiên năm 1817.

## Hình ảnh

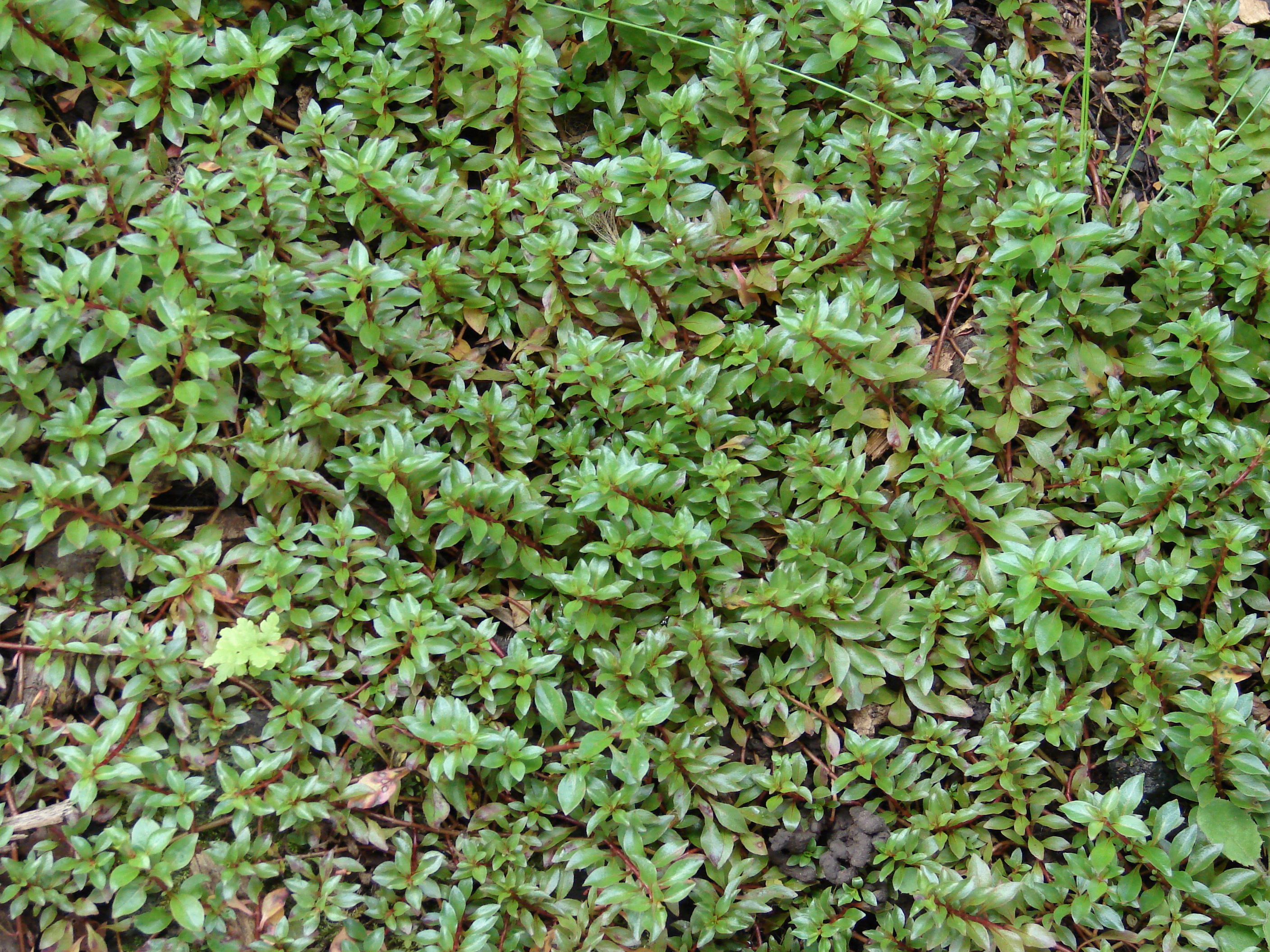
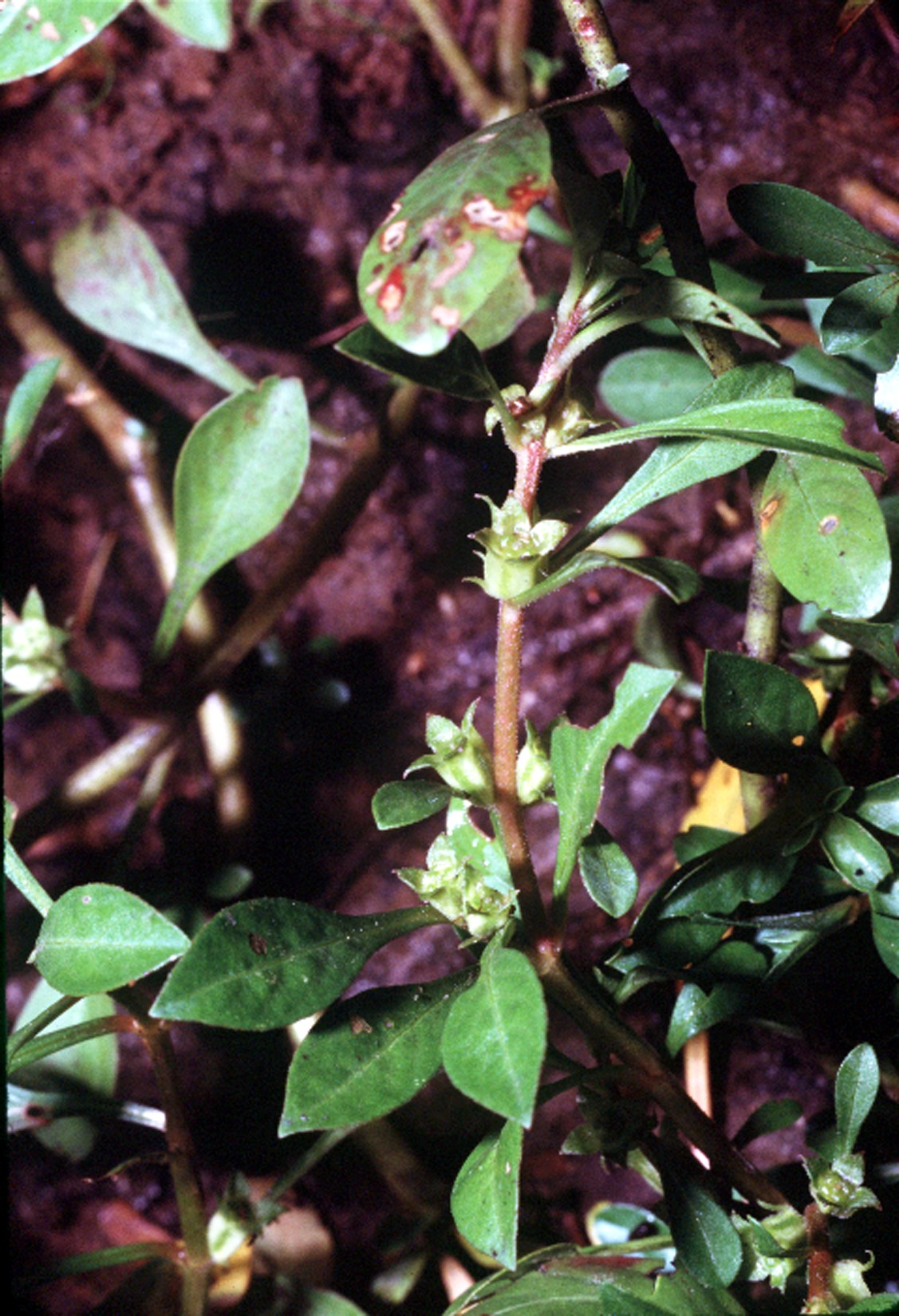
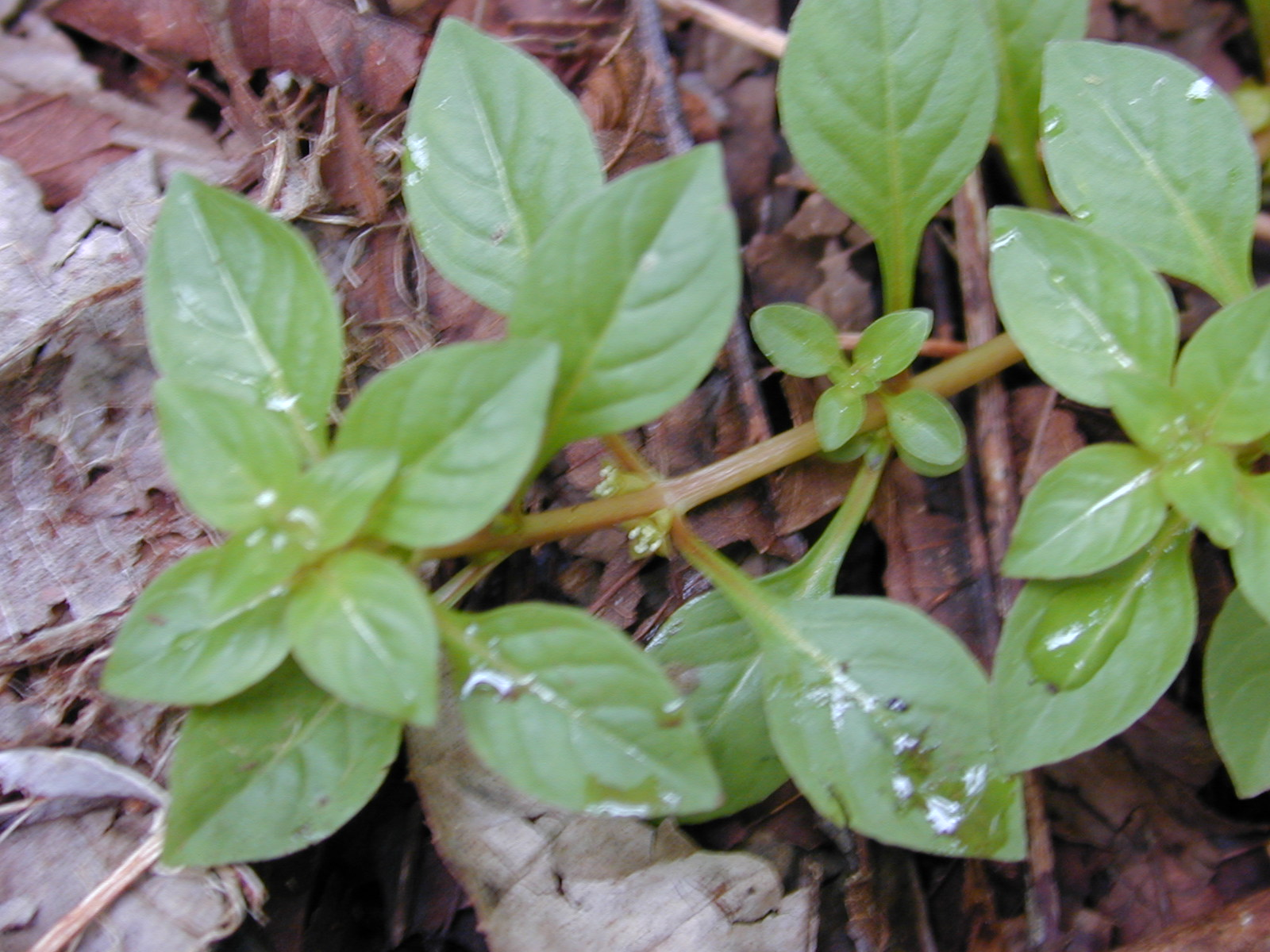
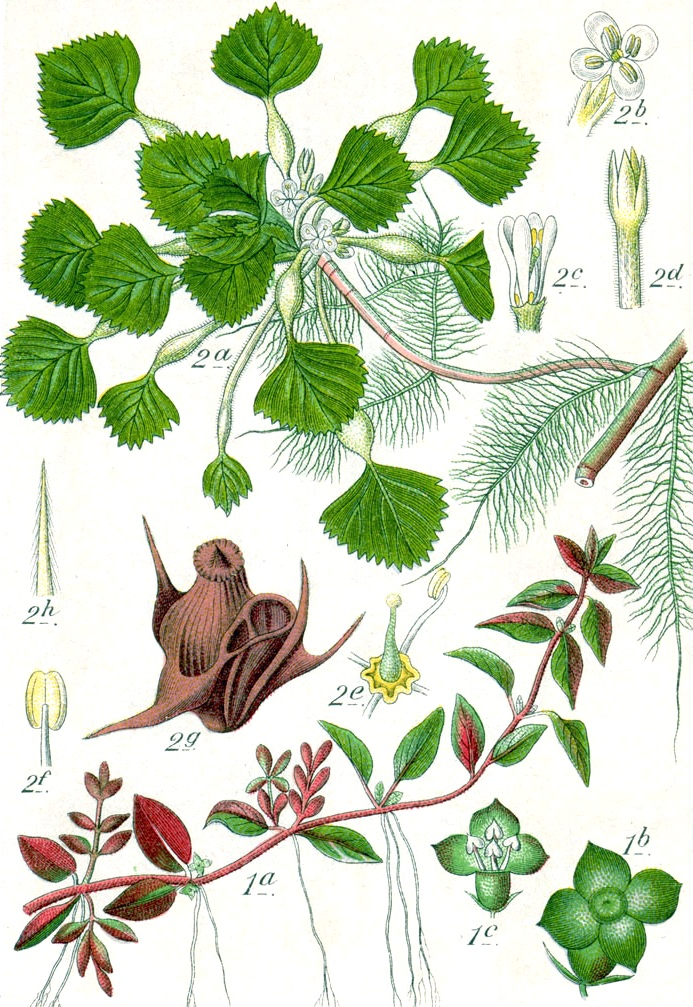